# Міністр транспорту США
Міністр транспорту США (англ. United States Secretary of Transportation) — глава Міністерства транспорту США. Нинішній міністр — Шон Даффі.

## Міністри транспорту господарства
| #  | зображення       | ім'я і прізвище  | рідний штат       | термін на посаді | термін на посаді | адміністрація президента США, в якій був на посаді |
| #  | зображення       | ім'я і прізвище  | рідний штат       | початок          | кінець           | адміністрація президента США, в якій був на посаді |
| -- | ---------------- | ---------------- | ----------------- | ---------------- | ---------------- | -------------------------------------------------- |
| 11 | Ендрю Кард       | Ендрю Кард       | Массачусетс       | 24 лютого 1992   | 20 січня 1993    | Джордж Герберт Вокер Буш                           |
| 12 | Федеріко Пенья   | Федеріко Пенья   | Колорадо          | 21 січня 1993    | 14 лютого 1997   | Білл Клінтон                                       |
| 13 | Родні Е. Слейтер | Родні Е. Слейтер | Арканзас          | 14 лютого 1997   | 19 січня 2001    | Білл Клінтон                                       |
| 14 | Норман Мінета    | Норман Мінета    | Каліфорнія        | 25 січня 2001    | 7 серпня 2006    | Білл Клінтон Джордж Вокер Буш                      |
| 15 | Мері Пітерс      | Мері Пітерс      | Аризона           | 17 жовтня 2006   | 20 січня 2009    | Джордж Вокер Буш                                   |
| 16 | Рей ЛаХуд        | Рей ЛаХуд        | Іллінойс          | 20 січня 2009    | 2 липня 2013     | Барак Обама                                        |
| 17 | Ентоні Фокс      | Ентоні Фокс      | Північна Кароліна | 2 липня 2013     | 20 січня 2017    | Барак Обама                                        |
| 18 |                  | Елейн Чао        | Кентуккі          | 31 січня 2017    | 11 січня 2021    | Дональд Трамп                                      |
| 19 |                  | Піт Буттіджедж   | Індіана           | 3 лютого 2021    | 20 січня 2025    | Джо Байден                                         |
| 20 |                  | Шон Даффі        | Вісконсин         | 28 січня 2025    |                  | Дональд Трамп                                      |